# Hălăucești (gmina)
Hălăucești – gmina w Rumunii, w okręgu Jassy. Obejmuje miejscowości Hălăucești i Luncași. W 2011 roku liczyła 5541 mieszkańców.